# Edvin Murati
Edvin Murati (Tirana, Albania, 12 de noviembre de 1975) es un exfutbolista albanés, se desempeñaba como centrocampista y casi toda su carrera deportiva transcurrió en Francia.

## Clubes
| Club                | País     | Año         | Partidos | Goles |
| Paris Saint-Germain | Francia  | 1994 - 1995 | 0        | 0     |
| LB Châteauroux      | Francia  | 1995 - 1996 | 31       | 0     |
| Paris Saint-Germain | Francia  | 1996 - 1997 | 0        | 0     |
| Stade Saint-Brieuc  | Francia  | 1997 - 1998 | 1        | 0     |
| Fortuna Düsseldorf  | Alemania | 1998 - 1999 | 11       | 0     |
| Paris Saint-Germain | Francia  | 1999 - 2000 | 16       | 0     |
| Lille OSC           | Francia  | 2000 - 2002 | 29       | 1     |
| Iraklis FC          | Grecia   | 2002 - 2006 | 66       | 6     |
| Panserraikos FC     | Grecia   | 2006 - 2008 | 25       | 8     |

- Datos: Q980435